# Adriaen Coenen

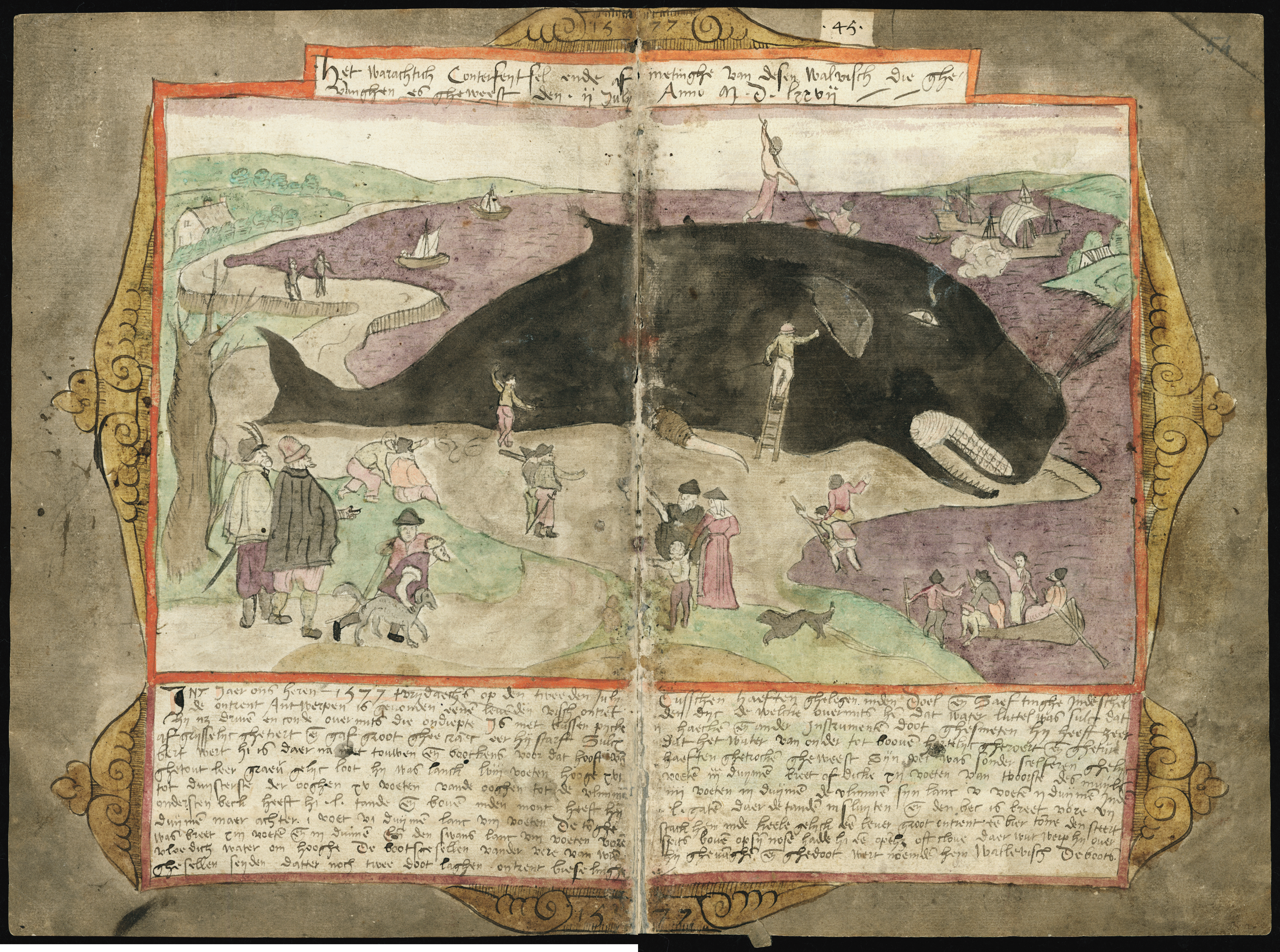
Una de las ilustraciones de Adriaen mostrando una ballena varada.

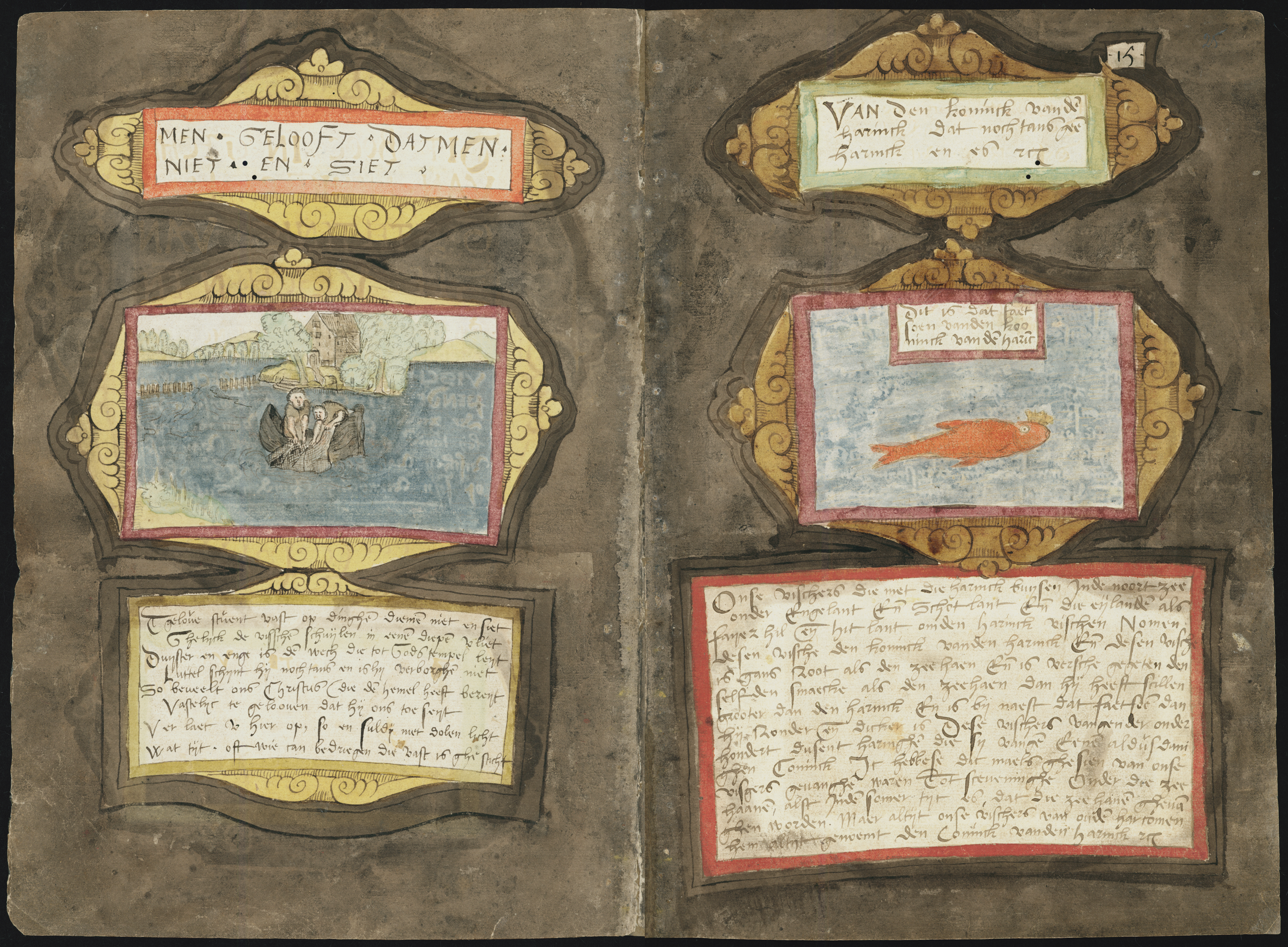
la letra de Coenen y su ilustración del 'Rey de los arenques', folio 15

Adriaen Coenen (1514, Scheveningen; † 1587) fue un pescador del norte de Holanda interesado en la biología.
Adriaen Coenen creció en el pueblo pesquero de Scheveningen en los Países Bajos borgoñones. Solo pudo asistir a la escuela del pueblo y se formó para ser un biólogo aficionado. Su padre se llama “Stierman” en los documentos, un pescador con su propio barco de pesca que también comerciaba en la venta de peces. El hijo Adriaen probablemente se dedicaba a la venta de los peces capturados en la costa de Scheveningen.
Coenen plasmó su conocimiento en manuscritos encuadernados ilustrados por él mismo, tres de los cuales han sobrevivido, el Visboock (libro de peces) de 1577-1581 con 125 folios, el Walvisboock (libro de ballenas) de 1584-86 con 421 folios, en la biblioteca de Amberes se mantiene.
A Coenen le interesaba todo lo relativo a la biología, de acuerdo con su época no se apegaba al tema de sus libros, sino que se permitía divagar. En el Visboek se describen insectos, monstruos marinos, dragones, y en Walvisboeck se habla de peces más pequeños, lobos marinos, castores y nutrias.

## Vida privada
Se casó por primera vez cuando tenía 46 años, pero aún no tenía hijos cuando murió su primera esposa. Su segunda esposa le dio un hijo, Coenraad, en 1577.

## Vida Social
Aunque no había recibido más educación que la escuela del pueblo, Coenen era un invitado en los altos círculos, e incluso principescos, en La Haya y más allá. En esa capacidad, Coenen contó a sus anfitriones y al resto de la audiencia sobre varias criaturas del mar, sobre detalles observados en la playa, sobre fenómenos naturales notables y sobre las consecuencias de estos últimos. Porque siempre podía decir algunas cosas al respecto por lo que veía o leía sobre él. De los círculos de conocidos de Coenen, recibió obras de alta calidad que ampliaron sus conocimientos. Esto a su vez le permitió absorber los conocimientos adquiridos y reproducirlos en sus ‘álbumes’. Se supone que el propio Coenen también tenía una biblioteca sustancial.

## Publicaciones
- J. C. Vermaas: Historia de Scheveningen. 1926
- Florike Egmond: un conocido Scheveninger, Adriaen Coenen, y su Visboeck de 1578. Centro de Historia Familiar, Scheveningen 1997
- Florike Egmond und Peter Mason: El libro de las ballenas. 2003